# أناركية دون صفات

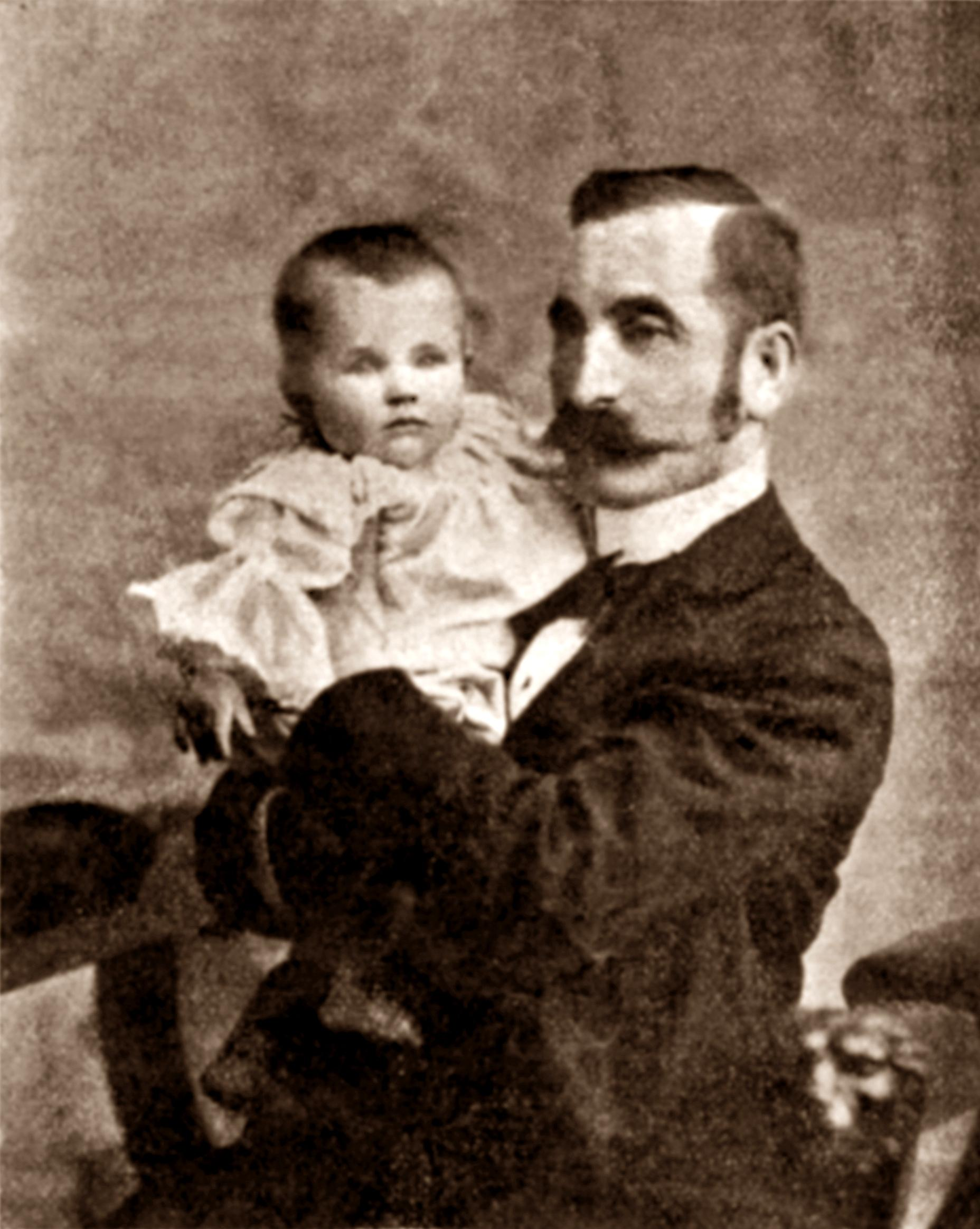

تشير الأناركية دون صفات، كما وصفها المؤرخ جورج ريتشارد إيزنوين، «تشير إلى شكل من الأناركية دون نعوت، أي أنها تيار دون وسوم محددة كالشيوعية، أو الجمعية، أو التبادلية، أو الفردانية. بالنسبة للآخرين، فهي مجرد موقف يتبنى التسامح مع وجود عدة مدارس أناركية جنبًا إلى جنب».
في عشرينيات القرن العشرين، ظهرت الأناركية التركيبية بوصفها شكلًا من المنظمات الأناركية القائمة على مبادئ الأناركية دون صفات.

## الأصول
يعود أصل المصطلح إلى الكوبيين فرناندو تاريدا ديل مارمول وريكاردو ميلا اللذين ساءهما الخلافات المريرة بين الأناركيين التبادليين، والفردانيين، والشيوعيين في الثمانينيات من القرن التاسع عشر. هدفت عبارتهم «أناركية دون صفات» إلى إظهار تسامح أكبر بين التيارات الأناركية وليوصلوا رسالة أوضح مفادها أن الأناركيين لا ينبغي عليهم فرض خطة اقتصادية معدة مسبقًا على أي أحد –ولا حتى نظريًا. مال أنصار الأناركية دون صفات إلى رفض جميع النماذج الاقتصادية الأناركية المحددة باعتبارها قاصرة، أو ذهبوا إلى تبني موقف تعددي يشمل جميع تلك النماذج بدرجة محدودة في سبيل إبقاء بعضها بعضًا تحت السيطرة. بالرغم من ذلك، يعتبر هؤلاء الأناركيون الميول الاقتصادية في «مرتبة ثانوية» تأتي بعد التخلص من جميع أنواع السلطة القسرية، وإنفاذ التجريب الحر باعتباره القاعدة الأولى في المجتمع الحر.

## تاريخ
جاءت الفكرة النظرية المعروفة باسم الأناركية دون صفات كإحدى النتائج العرضية للنقاش الحاد ضمن الحركة الأناركية ذاتها. يمكن تتبع أصول النقاش إلى تطور الشيوعية الأناركية بعد وفاة ميخائيل باكونين في العام 1876. رغم عدم اختلافها الشديد عن الأناركية الجمعية (كما يمكن ملاحظته من كتاب جيمس ويليام الشهير «في بناء النظام الاجتماعي الجديد» عن باكونين بخصوص الأناركية، إذ آمن الأناركيون الجمعيون أن نظامهم الاقتصادي سيتطور إلى شيوعية حرة)، فقد طوّر الأناركيون الشيوعين عمل باكونين ووسعوه وأغنوه، تمامًا كما طور باكونين ووسع وأغنى أعمال بيير-جوزيف بوردون. ارتبطت الأناركية الشيوعية بأناركيين من أمثال إليزه ريكلو، وكارلو كافيرو، وإريكو مالاتيستا، و(أشهرهم) بيتر كروبوتكين.
حلت الأفكار الشيوعية الأناركية محل الأناركية الجمعية بوصفها الميل الأناركي الرئيسي في أوروبا، ما عدا إسبانيا. في إسبانيا، لم تكن المسألة الملحة هي مسألة الشيوعية (رغم أنها أدت دورًا ما بالنسبة لريكاردو ميلا)، ولكنها مسألة تعديل الاستراتيجيات والوسائل المتضمنة في الأناركية الشيوعية. في ذلك الوقت (ثمانينيات القرن التاسع عشر)، شدد الشيوعيون الأناركيون على الخلايا المحلية للميليشيات الأناركية، وعارضوا بشكل عام النقابية العمالية، كونهم اتّسموا بدرجة من معارضة السلطة. وبشكل متوقع، أشعلت هذه التغييرات العديد من النقاشات في أوساط الأناركيين الجمعيين الإسبان الذين دعموا بحماسة تنظيم الطبقة العاملة ونضالها.
سرعان ما انتشرت هذه النقاشات خارج إسبانيا، ووجدت طريقها إلى صفحات مجلة لا ريفولتيه في باريس. دفع هذا بالعديد من الأناركيين للموافقة على حجة مالاتيستا القائلة أنه «لا يجدر بنا، على أقل تقدير، أن نسقط في حمأة الخلافات بخصوص فرضيات مجردة». مع مرور الزمن، وفقًا لما ذكره المؤرخ ماكس نيتلاو، فقد اتفق معظم الأناركيين أنه: «ليس بمقدورنا التكهن بالنمو الاقتصادي في المستقبل» ولهذا السبب راحوا يشددون على ما يشتركون به من أفكار، بدلًا من التركيز على مواقفهم المتباينة بخصوص كيفية عمل المجتمع الحر. فيما بعد، ارتأى معظم الشيوعيين الأناركيين أن تجاهل الحركة العمالية قد أفضى إلى عدم وصول أفكارهم إلى الطبقة العاملة، في الوقت ذاته الذي شدد فيه غالبية الشيوعيين الأناركيين على التزامهم بمُثُلهم الشيوعية والتي ستتحقق عاجلًا لا آجلًا بعد قيام الثورة.